# Thesauros

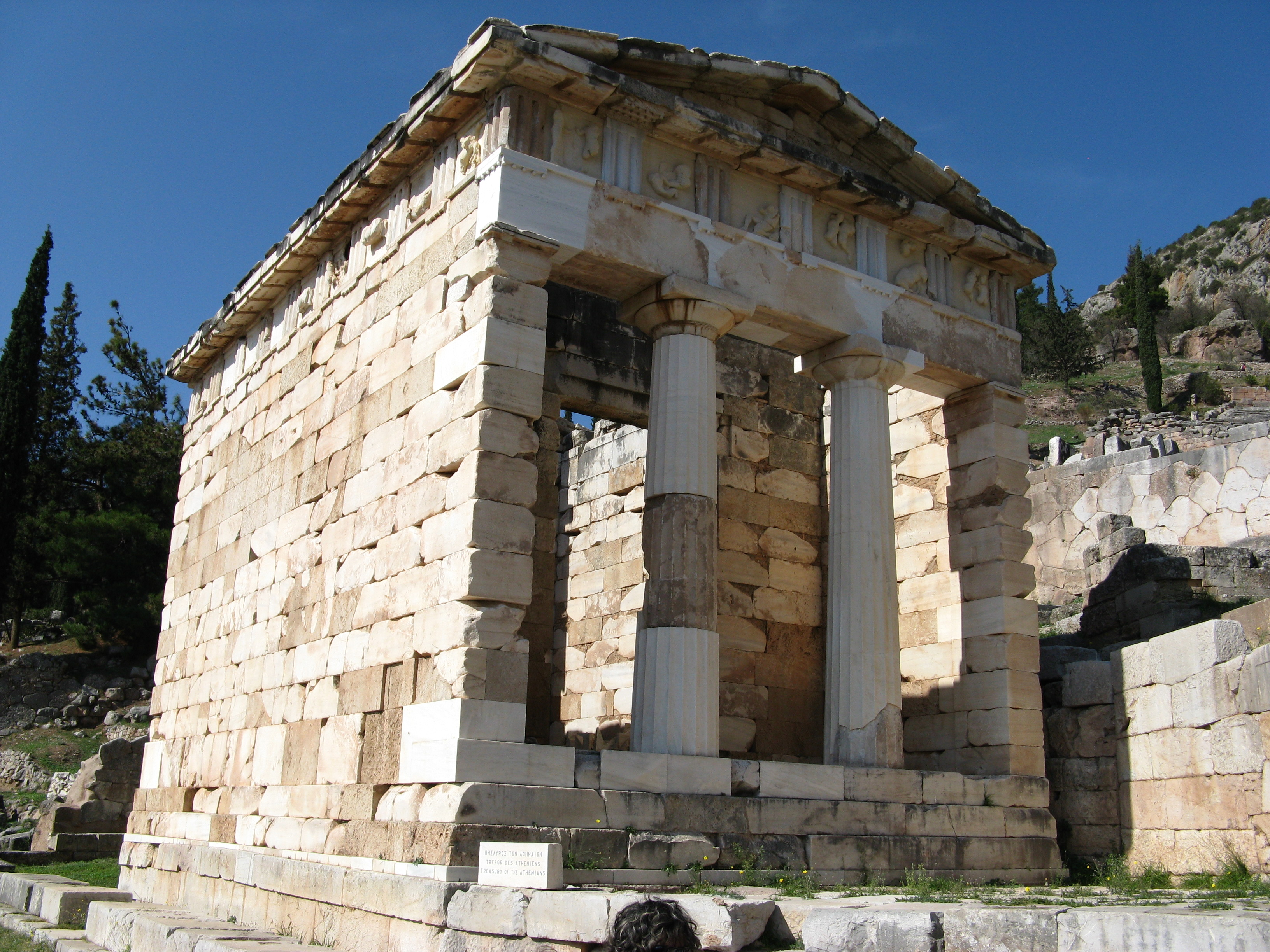
Schatzhaus der Athener in Delphi

Ein Thesauros (altgriechisch θησαυρός thesaurós) oder Schatzhaus war in der Antike ein Gebäude in einem Heiligtum zur Aufbewahrung kostbarer Votivgaben. Er hatte häufig die Form eines Antentempels. Die antiken Tempel hatten oft auch die Funktion einer kommerziellen Bank.
Bekannt für ihre Schatzhäuser sind etwa Delphi, wo das rekonstruierte Schatzhaus der Athener zu besichtigen ist, und Olympia mit dem Schatzhaus der Sikyonier. Hier sind wegen Erdbeben- und anderer Schäden nur noch Fundamente und Trümmer zu sehen, doch zeigt das Museum von Olympia die Rekonstruktion der Schatzhausterrasse nach Wilhelm Dörpfeld.

## Etymologischer Einfluss
Von dem Wort Thesauros wurde eine Reihe von Fremdwörtern abgeleitet, die sich – teilweise auch in übertragener Bedeutung – auf die Aufbewahrung von Schätzen oder „Werten“ beziehen: So bezeichnet Thesaurierung einerseits im Finanzwesen das Behalten erwirtschafteter Gewinne im Unternehmen, andererseits auch allgemein das Horten von Geld und Edelmetallen. In kirchlichen Institutionen wie Kapiteln und Klöstern sind Thesaurare für die Güter- und Vermögensverwaltung zuständig, und ein Thesaurus kann eine Sammlung von Begriffen oder auch eine Wortschatzsammlung sein. Eher im negativen Sinne ist dagegen Thesaurose zu verstehen, eine Stoffwechselstörung, bei der ein Stoffwechselprodukt krankhaft im Körper angehäuft wird. Ein weiteres, weniger offensichtliches Beispiel ist Tresor.